# Centrolene papillahallicum
Centrolene papillahallicum từ Guyana là một disputed loài ếch thuộc họ Centrolenidae, Doubts have been expressed about the validity of this taxon và it is sometimes included in C. gorzulai.
Môi trường sống tự nhiên của chúng là rừng ẩm vùng đất thấp nhiệt đới hoặc cận nhiệt đới và sông ngòi. Tình trạng bảo tồn của nó hiện chưa đủ thông tin.